# Hipokrates (film)
Hipokrates (fr. Hippocrate) – francuski dramat filmowy z 2014 roku w reżyserii Thomasa Liltiego. 
Dwudziestotrzyletni Benjamin, rozpoczyna swoją karierę lekarza jako stażysta na oddziale, którym kieruje jego ojciec. Początkowo chłopak jest entuzjastycznie nastawiony do wykonywanego zawodu, jednak z czasem odkrywa szarą rzeczywistość wykonywanej pracy.
Światowa premiera filmu miała miejsce 22 maja 2014 roku, podczas 67. Międzynarodowego Festiwalu Filmowego w Cannes, gdzie film był wyświetlany w sekcji „53. Międzynarodowy Tydzień Krytyki”. W Polsce film nie był dystrybuowany, jego emisja nastąpiła w kanale telewizyjnym Ale Kino+.

## Obsada
- Vincent Lacoste jako Benjamin Barois
- Jacques Gamblin jako Dr Barois
- Reda Kateb jako Abdel Rezzak
- Marianne Denicourt jako Dr Denormandy
- Félix Moati jako Stéphane
- Carole Franck jako Myriam

i inni

## Nagrody i nominacje
40. ceremonia wręczenia Cezarów
- nagroda: najlepszy aktor w roli drugoplanowej − Reda Kateb
- nominacja: najlepszy film − Thomas Lilti, Agnès Vallée i Emmanuel Barraux
- nominacja: najlepsza reżyseria − Thomas Lilti
- nominacja: najlepszy scenariusz oryginalny − Thomas Lilti, Baya Kasmi, Julien Lilti i Pierre Chosson
- nominacja: najlepszy aktor − Vincent Lacoste
- nominacja: najlepsza aktorka w roli drugoplanowej − Marianne Denicourt
- nominacja: najlepszy montaż − Christel Dewynter